# 入江亜季
入江 亜季（いりえ あき）は、日本の漫画家。女性。香川県丸亀市出身。

## 経歴
大学時代は中国文学を専攻。同人誌活動を経て、2004年に『コミックビーム』（エンターブレイン）に掲載の『アルベルティーナ』でデビュー。翌年同誌で『群青学舎』の連載を開始。少女漫画的な美しく華やかな人物描写と、青年漫画的な読みやすいコマ運びによる画面構成を併せ持つ。
2008年には『Fellows!』（エンターブレイン）にて初の長編連載『乱と灰色の世界』をスタート。2016年からは長編2作目となる『北北西に曇と往け』を連載している。
過去には「入江あき」「入江アリ」名義であさのあつこや新井素子らの小説挿絵や、『活字倶楽部』の表紙イラストなどを手掛けていた。また、2004年・2005年にはジャイブキャラクター大賞イラスト部門の審査員を務めていた。
初連載作の『群青学舎』は、『このマンガを読め!2007』（フリースタイル）の第4位にランクイン。また第2作の『乱と灰色の世界』は、2012年文化庁メディア芸術祭マンガ部門において審査委員推薦作品に選ばれた。

## 人物
2015年-2016年の間に漫画家になって初めて休みをもらい、自動車運転免許（マニュアル）を取得した。

## 作品リスト
- コダマの谷 王立大学騒乱劇（2006年、エンターブレイン）

「コダマの谷」（2002年 - 2003年、同人誌発表作）と「フクちゃん旅また旅」（2002年 - 2004年、『ぱふ』、雑草社）を併録
- 群青学舎（2006年 - 2008年、『コミックビーム』、エンターブレイン）

単行本全4巻。全38話。
- 乱と灰色の世界（2008年 - 2015年、『Fellows!』→『ハルタ』、エンターブレイン→KADOKAWA）

単行本全7巻。
- 多朗と多由良（2015年 - 2016年、『ハルタ』、KADOKAWA）

『ハルタ』に巻かれている帯の裏に連載。volume29には、これまで掲載した話を再録したB5小冊子が一部書店のみ付属した。
- 北北西に曇と往け（2016年 - 連載中、『ハルタ』→『青騎士』、KADOKAWA）

単行本7巻刊行。
- 旅（2022年、KADOKAWA）

読み切り作品集。ワイド版も刊行。

### 共著
- Fellows!総集編 乙嫁語り&乱と灰色の世界（2009年、エンターブレイン）

詳細はリンク先を参照。

### その他
- harta archives volume 2 入江亜季 - 『ハルタ』volume52の書店購入特典[2]。「覗いたビー玉」（2000年に個人誌として発表）と「しろい雪くろい雪」（2001年に個人誌として発表）を収録。

## イラスト・挿絵
入江アリ名義
- ラビリンス〈迷宮〉 - 2000年、デュアル文庫（徳間書店）
- ディアナ・ディア・ディアス - 2001年、デュアル文庫（徳間書店）

入江あき名義
- 時空ハンターYUKI - 2005年、カラフル文庫（JIVE）